# Baccalà

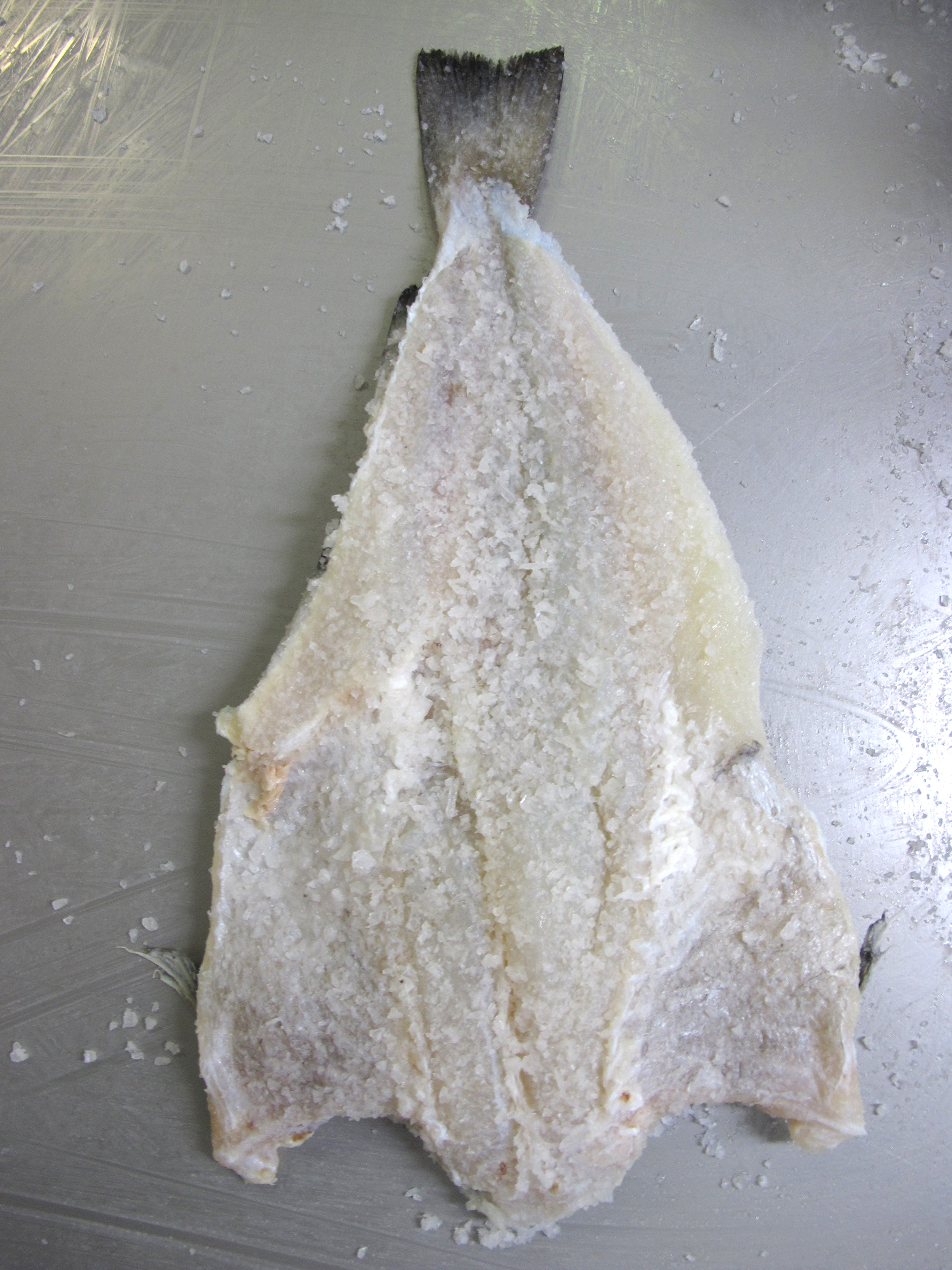
Baccalà delle Isole Fær Øer

Il baccalà è il merluzzo salato. Come da decreto ministeriale italiano, il termine baccalà si riferisce unicamente al merluzzo nordico grigio (Gadus macrocephalus) preparato per la conservazione tramite salagione e stagionamento, e non va confuso con lo stoccafisso ovvero merluzzo nordico bianco (Gadus morhua) preparato per la conservazione tramite essiccazione, senza l'uso del sale. In Veneto, tuttavia, e nell'area dell'antica dominazione veneziana anche lo stoccafisso assume tradizionalmente il nome di baccalà, tanto che il baccalà alla vicentina e il baccalà mantecato veneziano sono in effetti preparati con lo stoccafisso.
In tutto il resto del mondo, invece, con il termine baccalà o similari, s'intende semplicemente il pesce a carne bianca (generalmente di tipo merluzzo) prodotto con il metodo della salagione. Il baccalà è infatti internazionalmente conosciuto con il termine di pesce salato.

## Etimologia
"Baccalà" deriva dalla parola basso tedesca bakkel-jau che significa "pesce salato" che è una trasposizione di bakel-jau che significa "duro come una corda", questa parola è utilizzata in molte lingue neolatine (sp. bacalao o baccallao, por. bacalhau), mentre dalla parola tedesca kabel-jau derivano quasi tutti i termini nelle lingue germaniche. Secondo un'altra versione, Sebastiano Caboto, nel suo viaggio lungo le coste del Nord America del 1509, vide il mare popolato da pesci che gli abitanti chiamavano "baccalai"; da questo nominò quei luoghi "terra dei baccalai".

## Provenienza
I paesi principali di produzione di pesce salato sono Danimarca, Isole Fær Øer, Norvegia, Islanda e Canada. Per la produzione del pesce salato si usano vari tipi di merluzzo.
Il pesce salato è elemento essenziale di molte cucine popolari, nelle quali, soprattutto in Italia, il suo utilizzo si alterna a quello dello stoccafisso che è sempre merluzzo ma unicamente della specie Gadus morhua e conservato mediante essiccazione.
Tanto il baccalà quanto lo stoccafisso, per essere utilizzabili, hanno bisogno di una lunga immersione in acqua fredda, che provvede a eliminare il sale in eccesso nel primo e a reidratare il secondo, restituendo ai tessuti l'originaria consistenza.
La maggior parte del merluzzo pescato nel mondo proveniva dai Grandi Banchi di Terranova (Grand Banks), una zona di bassi fondali situata nell'Atlantico settentrionale, e dalle coste del Labrador. Rientra nella lista rossa di Greenpeace, che segnala le specie marine a rischio di estinzione a causa della pesca intensiva o i cui metodi di allevamento siano estremamente dannosi per l'ambiente.

### Maggiori paesi produttori di pesce salato
Maggiori Paesi produttori (dati 2009):
| Paesi         | Produzione (2009) (Tonnellate) |
| ------------- | ------------------------------ |
| 1 Islanda     | 23.000                         |
| 2 Norvegia    | 21.000                         |
| 2 Groenlandia | 9.000                          |
| 4 Fær Øer     | 4.100                          |

## Salagione
La salagione ne consente la conservazione per lungo tempo e per questo viene impiegata fin da tempi lontanissimi per consentire il trasporto e la consumazione del pesce in luoghi anche molto distanti da quelli d'origine. 

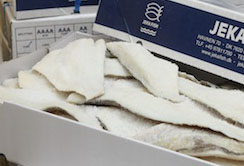
Filetto di Baccalà (Gadus macrocephalus)

Sembra che la procedura di salagione del baccalà si debba attribuire a pescatori che, seguendo i branchi di balene e arrivati al Mare del Nord, si imbatterono in enormi banchi di merluzzo verso l'isola di Terranova e usarono per questo pesce il procedimento di conservazione già da essi usato per la carne di balena.
Il baccalà viene prodotto tutto l’anno dato che non richiede condizioni climatiche particolari. Per questo tipo di preparazione, i filetti di merluzzo vengono coperti di sale e lasciati riposare per 3 settimane. Dopo la salagione si può anche aggiungere una fase di essiccazione per una ulteriore settimana.  In entrambi i casi si può parlare di baccalà solo se il contenuto di sale assorbito supera il 18%.
A differenza del baccalà, lo stoccafisso viene prodotto unicamente in Norvegia e solo nei mesi invernali.

## Cucina

### In Italia
(Paolo Conte, Pesce veloce del Baltico)

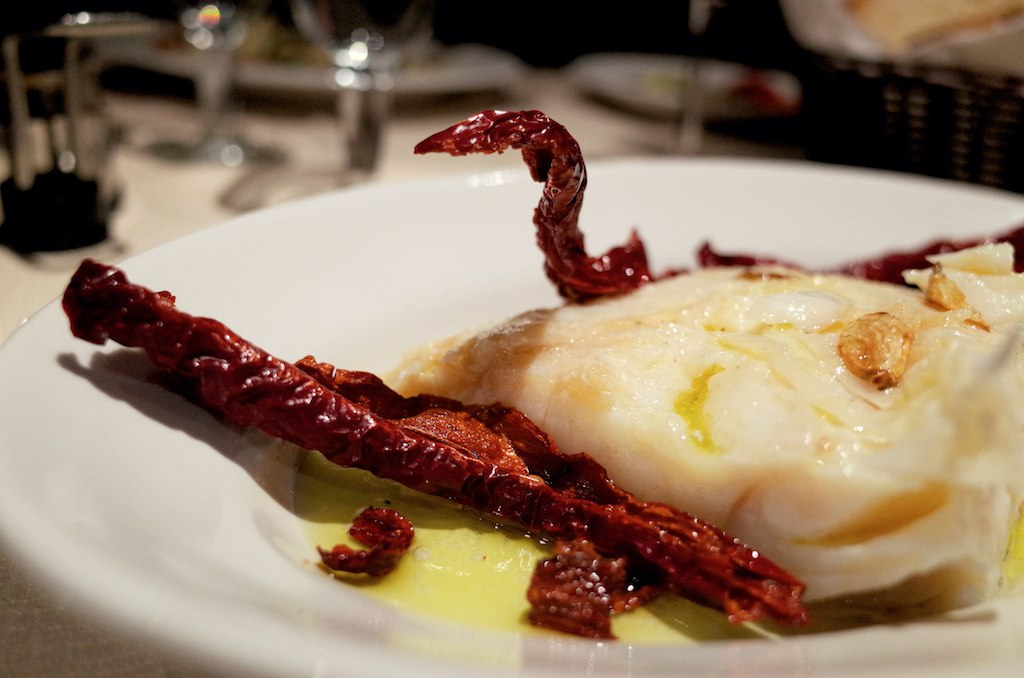
Baccalà alla lucana con peperoni cruschi.

In Abruzzo il Baccalà all'abruzzese è fatto con cipolle, sale, peperoncino, prezzemolo, aglio, olio d'oliva, patate, olive e pomodori. Il baccalà viene prima passato nella farina, prima di essere fritto, e poi vengono aggiunti tutti gli altri ingredienti.
In Basilicata, in particolare ad Avigliano, il cosiddetto baccalà alla lucana viene preparato, come da tradizione, con peperoni rossi dolci essiccati e scottati, detti peperoni cruschi.
In Calabria è molto in voga il baccalà alla cosentina, tipico della città di Cosenza e parte della sua provincia, preparato secondo tradizione con patate, olive nere, peperoni, salsa di pomodoro, alloro, prezzemolo, sale e pepe.
Altri preparazioni locali sono il Morzello di baccalà di Catanzaro oppure il Baccalà fritto alla riggitana, tipico del reggino; particolare inoltre, sempre della città di Reggio, è una versione che contempla anche lo stoccafisso, senza scordare il popolare baccalá in bianco.
In Campania è uno dei piatti tipici della vigilia natalizia che si accompagna sempre al capitone, serviti entrambi infarinati e fritti in abbondante olio e i pezzi che restano utilizzati per "rinforzare" l'insalata (soprattutto nel napoletano). Sempre in Campania viene preparato a Napoli in cassuola (con capperi, olive, uvetta e sugo di pomodoro) e alla cannaruta (il baccalà, infarinato e fritto, viene ripassato in padella con cipolla, noci, pinoli e uvetta ed infine sfumato col vino bianco), mentre in Irpinia alla pertecaregna (cioè con i peperoni essiccati e condito con aglio, olio e prezzemolo).
In Liguria è cucinato in pastella, oppure al verde o in agrodolce oppure Brandacujun, cioè mantecato, con crostini di polenta.
In Lombardia e Piemonte viene cucinato in pastella o in umido.
In Romagna è tipico il "baccalà in umido con le patate". Il baccalà ammollato (dissalato) viene fatto dorare in un soffritto di cipolla, sedano e carota, a cui vengono successivamente aggiunte la passata di pomodoro e le patate tagliate a tocchetti. A Cesena è tipico il baccalà con le cipolline, stufato con cipolle piccole intere o scalogni.
In Toscana è tipico il "baccalà alla livornese", una preparazione di tranci di baccalà ammollato (dissalato) infarinati e fritti in olio d'oliva, poi ripassati in una salsa di pomodoro aromatizzata con  aglio e salvia, a fine cottura una spolverata di prezzemolo. Niente cipolle o patate queste accompagnano lo stoccafisso alla livornese.
Nella cucina tradizionale siciliana viene consumato il baccalà "alla siciliana" (con pomodori, patate, olive nere, pinoli e uvetta) e "alla messinese" (con pomodoro, capperi e olive verdi).
A Roma il filetto di baccalà pastellato e fritto è uno dei pezzi del tradizionale fritto misto alla romana e viene servito assieme al fiore di zucca, al supplì, al carciofo alla giudia e alla crema fritta (quest'ultima caduta in disuso negli ultimi decenni).
Il baccalà è un piatto tipico anche della cucina molisana, nella sua variante del c.d. baccalà "arracanato" (con mollica di pane, noci, uva passa, olive nere, pomodorini e aglio).
Nel Triveneto, nel Bresciano e nelle altre aree un tempo appartenenti all'antica Repubblica di Venezia il termine "baccalà"  o "bacalà" (es. baccalà alla vicentina, baccalà mantecato) ancor oggi identifica comunemente lo stoccafisso (merluzzo essiccato) e non il merluzzo salato.
L'Italia è il secondo consumatore mondiale di questo prodotto, dopo il Portogallo, dov'è noto come bacalhau (insieme salato ed essiccato) e ha dato luogo a un grande numero ricette.

### In altri paesi
In molti paesi il baccalà è oggetto di speciali ricette, arricchite da ingredienti locali.
- Ecuador: Fanesca.
- Spagna: Potaje de bacalao, Bacalao al pil-pil, Bacalao al ajoarriero, Soldaditos de Pavía, Atascaburras, Esqueixada, Bacalao a la vizcaína.
- Messico: Bacalao a la vizcaína, da consumarsi nel periodo natalizio.
- Norvegia: Lutefisk.
- Portogallo: Delle ricette portoghesi si è già detto, pare tuttavia che ve ne siano in effetti un migliaio[13] e tra queste Bacalhau espiritual, Bacalhau assado com batatas a murro, Bacalhau à Brás, Bacalhau à Gomes de Sá, Bacalhau à Minhota, Pataniscas de Bacalhau.